# Insig
INSIG Sh.a. (albanisch für Instituti i Sigurimeve Sh.a., dt. „Institut der Versicherungen“) ist ein in Albanien, Kosovo (seit 2000) und Nordmazedonien (seit 2004) tätiges Versicherungsunternehmen. INSIG wurde am 31. Juli 1991 durch das Albanische Parlament gegründet. Sie wurde dadurch von der ehemaligen Instituti i Arkave të Kursimit dhe Sigurimeve (dt. „Institut der Sparkassen und Versicherungen“) getrennt und ein selbstständiges, vorerst jedoch staatliches Unternehmen.
INSIG ist die größte Versicherung Albaniens: rund 130.000 Personen sind bei ihr versichert. Die Firma besitzt in Albanien 17, im Kosovo sieben und in Nordmazedonien 14 Filialen.
Im Jahr 2000 begann die damalige albanische Regierung, das Unternehmen zu privatisieren. Dafür wurde sie in eine Aktiengesellschaft umgewandelt. 2008 wurde sie bereits zum Verkauf angeboten. Ein Jahr später meldete sich auch schon ein Kunde: die US-amerikanische American Reserve Life Insurance (ARLI) bekundete ihr Interesse an INSIG, welche dann für 41 Millionen Euro theoretisch an sie ging. Doch das Geld floss nie in die Staatskassen, denn ARLI geriet in eine schwere Finanzkrise und musste schließlich den Verkauf dann abblasen.
Im Juni 2011 intensivierte die albanische Regierung die Privatisierung. Neu wurde kein Preis bestimmt, „jeder“ wäre für die Regierung in Ordnung. Kritiker meinen, die Regierung unter Sali Berisha agiere nur aus eigenem Interesse, um die kritisch hohen Staatsschulden mit dem gewonnenen Geld zu senken. INSIG ist die einzige staatliche Versicherungsgesellschaft Albaniens.